# Internazionali d'Italia 1952 - Singolare maschile
Il singolare maschile del torneo di tennis Internazionali d'Italia 1952 ha avuto come vincitore l’australiano Frank Sedgman che ha battuto in finale il cecoslovacco naturalizzato egiziano Jaroslav Drobný, vincitore delle ultime due edizioni, per 7-5, 6-3, 1-6, 6-4.

## Tabellone

### Legenda
| - Q = Qualificato - WC = Wild card - LL = Lucky loser | - ALT = Alternate - SE = Special Exempt - PR = Protected Ranking | - w/o = Walkover - r = Ritirato - d = Squalificato |

### Fase finale
|  | Quarti di finale   | Quarti di finale   | Quarti di finale   | Quarti di finale   | Quarti di finale | Quarti di finale | Quarti di finale |  |  | Semifinali      | Semifinali      | Semifinali      | Semifinali      | Semifinali    | Semifinali | Semifinali |   |   | Finale          | Finale          | Finale          | Finale | Finale | Finale | Finale |  |
|  |                    |                    |                    |                    |                  |                  |                  |  |  |                 |                 |                 |                 |               |            |            |   |   |                 |                 |                 |        |        |        |        |  |
|  | Jaroslav Drobný    | Jaroslav Drobný    | Jaroslav Drobný    | Jaroslav Drobný    | 14               | 6                | 6                |  |  |                 |                 |                 |                 |               |            |            |   |   |                 |                 |                 |        |        |        |        |  |
|  | Gianni Cucelli     | Gianni Cucelli     | Gianni Cucelli     | Gianni Cucelli     | 12               | 1                | 2                |  |  | Jaroslav Drobný | Jaroslav Drobný | Jaroslav Drobný | Jaroslav Drobný | 6             | 6          | 7          |   |   |                 |                 |                 |        |        |        |        |  |
|  | Budge Patty        | Budge Patty        | Budge Patty        | 9                  | 3                | 6                | 6                |  |  | Budge Patty     | Budge Patty     | Budge Patty     | Budge Patty     | 1             | 0          | 5          |   |   |                 |                 |                 |        |        |        |        |  |
|  | Fausto Gardini     | Fausto Gardini     | Fausto Gardini     | 7                  | 6                | 4                | 3                |  |  |                 |                 |                 |                 |               |            |            |   |   | Jaroslav Drobný | Jaroslav Drobný | Jaroslav Drobný | 5      | 3      | 6      | 4      |  |
|  | Kurt Nielsen       | Kurt Nielsen       | 2                  | 8                  | 8                | 6                | 6                |  |  |                 |                 | Frank Sedgman   | Frank Sedgman   | Frank Sedgman | 7          | 6          | 1 | 6 |                 |                 |                 |        |        |        |        |  |
|  | Enrique Morea      | Enrique Morea      | 6                  | 6                  | 10               | 4                | 2                |  |  | Kurt Nielsen    | Kurt Nielsen    | Kurt Nielsen    | Kurt Nielsen    | 1             | 2          | 4          |   |   |                 |                 |                 |        |        |        |        |  |
|  | Frank Sedgman      | Frank Sedgman      | Frank Sedgman      | Frank Sedgman      | 6                | 6                | 6                |  |  | Frank Sedgman   | Frank Sedgman   | Frank Sedgman   | Frank Sedgman   | 6             | 6          | 6          |   |   |                 |                 |                 |        |        |        |        |  |
|  | Wladyslaw Skonecki | Wladyslaw Skonecki | Wladyslaw Skonecki | Wladyslaw Skonecki | 2                | 1                | 1                |  |  |                 |                 |                 |                 |               |            |            |   |   |                 |                 |                 |        |        |        |        |  |